# Konrad von Preysing
Johann Konrad Augustin Maria Felix, cardinal, comte de Preysing-Lichtenegg-Moos né le 30 août 1880 au château de Kronwinkl, près de Landshut, Basse-Bavière et mort le 21 décembre 1950 à Berlin, est un prélat allemand. Il a été évêque (catholique) d'Eichstätt en 1932, puis évêque de Berlin en 1935, et cardinal. Il a été l'un des rares évêques allemands à s'opposer au nazisme.

## Biographie
Konrad von Preysing est le quatrième des onze enfants du comte Kaspar von Preysing.
Il fut l'un des évêques qui continuèrent à défendre ouvertement et courageusement des opinions antinazies après l'arrivée au pouvoir de Hitler. Il faisait partie, avec Fritz Gerlich et Ingbert Naab, rédacteurs de la revue Der gerade Weg, d'un groupe de résistance catholique, le "cercle de Konnersreuth", qui se fixait pour objectif de trouver des mesures permettant de contrer le régime nazi.
Il mit à plusieurs reprises les autres évêques en garde contre le nazisme, était un ennemi déclaré du Concordat, et participa à la rédaction de l'encyclique Mit brennender Sorge du pape Pie XI.
Choqué par les télégrammes élogieux que le cardinal Bertram envoyait à Hitler, il démissionna en 1940 de son poste de secrétaire de presse de la Conférence épiscopale de Fulda.

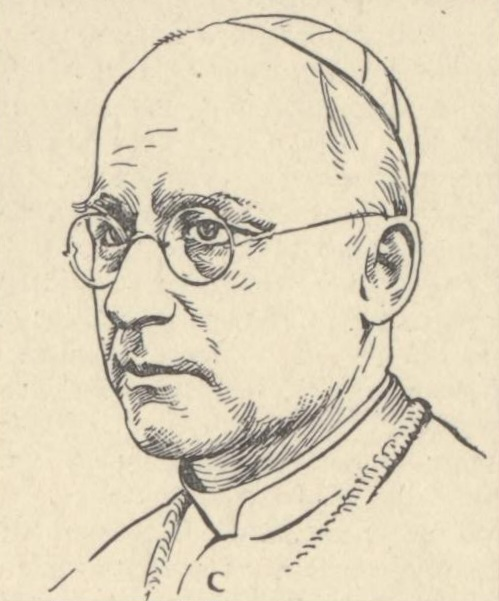
Portrait de Konrad von Preysing dans les années 1930.

Il rendit compte au pape des événements se déroulant dans l'Allemagne nazie.
Le 17 janvier 1941, Konrad von Preysing, évêque de Berlin, écrit à Pie XII : « Votre Sainteté est certainement informée de la situation des juifs en Allemagne et dans les pays voisins. Du côté protestant comme du côté catholique, on me demande si le Saint-Siège ne pourrait pas lancer un appel en faveur de ces malheureux. »

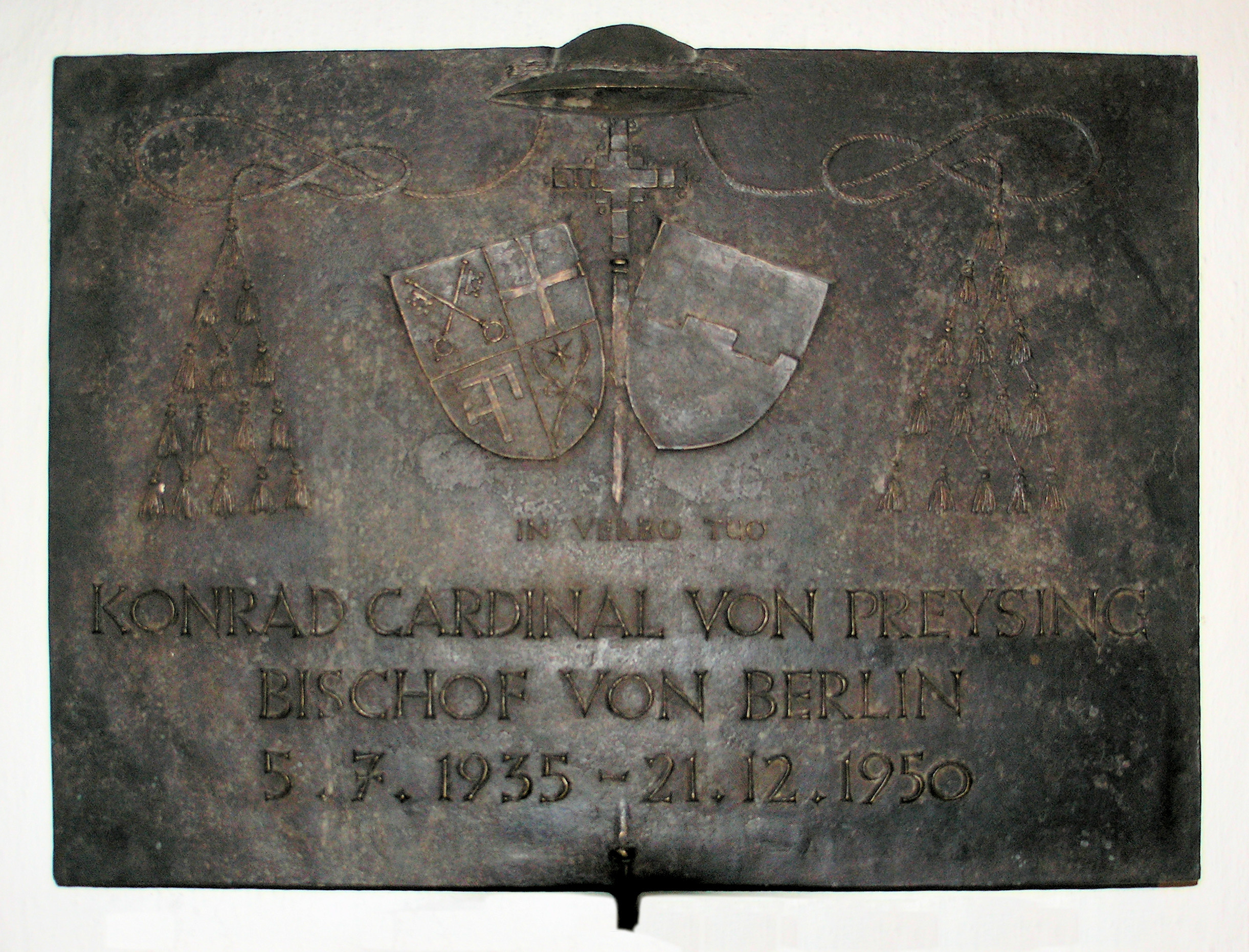
Pierre tombale de Konrad von Preysing dans la cathédrale Sainte-Edwige de Berlin

Le 6 mars 1943, il demande à Pie XII de tenter de sauver des Juifs de Berlin menacés par une nouvelle vague de déportations. «  N'est-il pas possible à votre Sainteté d'intervenir pour ces nombreux malheureux innocents  ?  », interroge-t-il. Le 30 avril plus tard, le pape lui répond qu'il appartient aux évêques locaux de dire quand il faut être silencieux et quand il faut parler, compte tenu des risques de représailles."
Konrad von Preysing est l'un des évêques allemands qui ont le moins soutenu le régime hitlérien. Il est l'un des rares prélats de l'Église catholique allemande, avec August von Galen, évêque de Münster, et Michael von Faulhaber, archevêque de Munich, à avoir dénoncé l'antisémitisme du Troisième Reich.
Il est enterré dans la crypte de la cathédrale Sainte-Edwige de Berlin.

## Source de l'article
- (de) Manfred Weitlauff, « Preysing, Konrad Graf von », dans Biographisch-Bibliographisches Kirchenlexikon (BBKL), vol. 7, Herzberg, 1994 (ISBN 3-88309-048-4, lire en ligne), colonnes 941-948